# Layout (akrobatyka)
Layout – jedna z podstawowych technik akrobatyki.
Polega na tym samym co backflip, tyle że podczas tego triku nie dociągamy nóg do klatki piersiowej. Lecimy z prostymi nogami, aby ten trik wyglądał bardziej efektownie można otworzyć ramiona.Często osoby mylą layouta z saltem potocznie zwanym bananem polegającym na wygięcia się w kręgosłupie. Podczas layouta staramy się być sztywni jak deska tak, by potem łatwiej było nam wykonywać obroty.